# Grabówiec (Oporowo)
Grabówiec (do 2011 Grabowiec) – osada wsi Oporowo w Polsce, położona w województwie wielkopolskim, w powiecie leszczyńskim, w gminie Krzemieniewo.
1 stycznia 2011 r. zmieniono urzędowo nazwę i status miejscowości z przysiółka Grabowiec na osadę Grabówiec.
W latach 1975−1998 Grabówiec administracyjnie należał do województwa leszczyńskiego.